# Sean Chiplock
Sean Edward Chiplock (nacido el 21 de junio de 1990) es un actor de voz estadounidense conocido por prestar su voz a las versiones en inglés de videojuegos y anime japoneses. 

## Vida y carrera
Chiplock tiene sede en Los Ángeles, California, y es conocido como la voz de Aiden Flynn de Camp Buddy, Rean Schwarzer de la serie The Legend of Heroes: Trails of Cold Steel, Revali, Teba y el Gran Árbol Deku de The Legend of Zelda: Breath of the Wild y Hyrule Warriors: Age of Calamity, Yuuki Mishima de Persona 5, Diluc de Genshin Impact, Shiki Granbell de Edens Zero, Subaru Natsuki de Re:Zero, Guido Mista y Sex Pistols de JoJo's Bizarre Adventure: Golden Wind, Rash de Killer Instinct , Spider-Man de Marvel's Avengers, Noob Saibot de Mortal Kombat 11 y Kinger de The Amazing Digital Circus.

## Filmografía

### Doblajes de anime
| Año  | Título                                             | Role                     | Notas                                           | Fuente      |
| ---- | -------------------------------------------------- | ------------------------ | ----------------------------------------------- | ----------- |
| 2013 | Accel World                                        | Yuya Kamioka, Sugeno     |                                                 |             |
| 2013 | Sword Art Online                                   | Diabel                   |                                                 | [ 4 ]       |
| 2013 | Magi: The Labyrinth of Magic                       | Cassim                   |                                                 | [ 5 ]       |
| 2014 | Coppelion                                          | Ibuse                    |                                                 | [ 6 ]       |
| 2014 | Toradora!                                          | Kuroma                   |                                                 |             |
| 2016 | Hunter × Hunter                                    | Riehlvelt                | Versión de 2011                                 |             |
| 2016 | Mobile Suit Gundam: Iron-Blooded Orphans           | Dante Mogro              |                                                 |             |
| 2016 | One Punch-Man                                      | Eyelashes                |                                                 |             |
| 2016 | Charlotte                                          | Estudiantes              |                                                 |             |
| 2018 | JoJo's Bizarre Adventure: Diamond is Unbreakable   | Toyohiro Kanedaichi      |                                                 |             |
| 2018 | Hero Mask                                          | Grimm                    | Doblaje de Netflix                              | [ 7 ] [ 8 ] |
| 2018 | Re:Zero kara Hajimeru Isekai Seikatsu              | Subaru Natsuki           |                                                 | [ 9 ]       |
| 2019 | Gundam Build Divers                                | Karuna, Patrick Colasour |                                                 | [ 8 ]       |
| 2019 | Mob Psycho 100                                     | Keiji Mogami             |                                                 |             |
| 2019 | Isekai Quartet                                     | Subaru Natsuki           |                                                 | [ 10 ]      |
| 2019 | Cells at Work!                                     | Neutrófilo 4989          |                                                 | [ 8 ]       |
| 2019 | JoJo's Bizarre Adventure: Golden Wind              | Guido Mista, Sorbet      |                                                 | [ 11 ]      |
| 2019 | Kimetsu no Yaiba                                   | Demonio del pantano      |                                                 | [ 12 ]      |
| 2020 | Fate/Grand Order Absolute Demonic Front: Babylonia | Sherlock Holmes          |                                                 |             |
| 2020 | Dorohedoro                                         | Shin                     |                                                 | [ 13 ]      |
| 2020 | Persona 5: The Animation                           | Yuuki Mishima            |                                                 | [ 8 ]       |
| 2020 | The God of High School                             | Daewi Han                |                                                 | [ 14 ]      |
| 2020 | Noblesse                                           | Frankenstein             |                                                 | [ 15 ]      |
| 2021 | Kuroko no Basket                                   | Kazunari Takao           |                                                 |             |
| 2021 | Burn the Witch                                     | Bruno Bangnyfe           |                                                 | [ 16 ]      |
| 2021 | Osomatsu-san                                       | Choromatsu               |                                                 |             |
| 2021 | Invasión en las alturas                            | Rukiya                   |                                                 |             |
| 2021 | Yashahime: Princess Half-Demon                     | Ginka                    |                                                 |             |
| 2021 | Godzilla Singular Point                            | Bearach "BB" Byrne       |                                                 |             |
| 2021 | Beastars                                           | Tao, Carl, Lycaon        | Temporada 2                                     | [ 17 ]      |
| 2021 | Vinland Saga                                       | Torgrim                  | Doblaje de Netflix                              | [ 8 ]       |
| 2021 | Edens Zero                                         | Shiki Granbell           |                                                 |             |
| 2021 | 2.43: Seiin Kōkō Danshi Volley-bu                  | Keita Yanome             |                                                 | [ 18 ]      |
| 2021 | Tokyo Revengers                                    | Ken "Draken" Ryuguji     |                                                 | [ 19 ]      |
| 2022 | Komi-san wa, Komyushō desu.                        | Shigeo Chiarai           |                                                 | [ 20 ]      |
| 2022 | Lycoris Recoil                                     | Majima                   |                                                 | [ 21 ]      |
| 2022 | Odd Taxi                                           | Shun Imai                |                                                 | [ 22 ]      |
| 2022 | Yubisaki kara Honki no Netsujō                     | Rei Hidaka               |                                                 |             |
| 2022 | The Rising of the Shield Hero                      | Kyo Ethnina              |                                                 | [ 23 ]      |
| 2022 | Boruto: Naruto Next Generations                    | Metal Lee                | Desde el episodio 211, reemplaza a Billy Kametz |             |
| 2023 | Bastard!! Heavy Metal, Dark Fantasy                | Vai Staebe               | Doblaje de Netflix                              | [ 24 ]      |
| 2024 | Yozakura-san Chi no Daisakusen                     | Kyoichiro Yozakura       | Doblaje de Hulu                                 | [ 25 ]      |

### Animación
| Año           | Título                                        | Role                              | Notas                                 | Fuente |
| ------------- | --------------------------------------------- | --------------------------------- | ------------------------------------- | ------ |
| 2012          | The Bedfellows                                | Sheen, Fatigue                    |                                       | [ 26 ] |
| 2018          | Treehouse Detectives                          | Ollie, Wayne                      |                                       | [ 8 ]  |
| 2019          | Screechers Wild                               | Revadactyl                        |                                       |        |
| 2020−2021     | The VeggieTales Show                          | Scallini, Scooter, Awful Alvin    |                                       |        |
| 2021          | Kayko and Kokosh                              | Kayko                             | Doblaje en inglés                     | [ 27 ] |
| 2021−2024     | Murder Drones                                 | Thad, Ronathon, Sam, Dr. Chambers |                                       | [ 28 ] |
| 2023          | SMG4                                          | One-Shot Wren                     | Episodio: Western Spaghetti           |        |
| 2023−presente | The Amazing Digital Circus                    | Kinger                            |                                       | [ 29 ] |
| 2024          | Dew Drop Diaries                              | Papá de Phoebe                    |                                       |        |
| 2024          | The Adventures of Ben Born Again & Yellow Dog | Ben, Perro amarillo               |                                       |        |
| 2024          | Monkey Wrench                                 | Kinger                            | Episodio: The Tape (April Fools 2024) | [ 30 ] |

### Películas
| Año  | Título                       | Papel                                                                                    | Notas             | Fuente |
| ---- | ---------------------------- | ---------------------------------------------------------------------------------------- | ----------------- | ------ |
| 2019 | Detective Pikachu            | Sistema de megafonía para trenes, locutor de resultados de partidos del Roundhouse Arena |                   | [ 31 ] |
| 2021 | Violet Evergarden: The Movie | Reparto adicional                                                                        | Doblaje en inglés |        |
| 2022 | Bubble                       | Miembro de Denki Ninja A                                                                 | Doblaje en inglés | [ 8 ]  |

### Videojuegos
| Año  | Título                                                               | Papel                                                     | Notas                    | Fuente       |
| ---- | -------------------------------------------------------------------- | --------------------------------------------------------- | ------------------------ | ------------ |
| 2012 | Dust: An Elysian Tail                                                | Sanjin                                                    |                          | [ 8 ]        |
| 2012 | Strike Force Heroes                                                  | All                                                       |                          |              |
| 2012 | Earn To Die                                                          | Protagonista                                              |                          |              |
| 2013 | Strike Force Heroes 2                                                | Ingeniero, Mercenario, General, Francotirador, Juggernaut |                          |              |
| 2013 | Ys: Memories of Celceta                                              | Ozma, Leo, Gruda                                          |                          | [ 1 ]        |
| 2013 | Power Rangers Megaforce                                              | Vrak, Dragonflay                                          |                          | [ 8 ]        |
| 2014 | Danganronpa: Trigger Happy Havoc                                     | Kiyotaka Ishimaru                                         | Doblaje en inglés        |              |
| 2014 | Smite                                                                | Worldwalker Janus                                         |                          |              |
| 2014 | Freedom Planet                                                       | Spade, Principe Dail                                      |                          | [ 32 ]       |
| 2014 | Fairy Fencer F                                                       | Zenke                                                     |                          | [ 1 ]        |
| 2014 | Earn To Die 2                                                        | Protagonista                                              |                          |              |
| 2015 | Killer Instinct                                                      | Rash                                                      |                          | [ 8 ]        |
| 2015 | The Legend of Heroes: Trails of Cold Steel                           | Rean Schwarzer                                            |                          | [ 8 ]        |
| 2016 | The Legend of Heroes: Trails of Cold Steel II                        | Rean Schwarzer                                            |                          | [ 8 ]        |
| 2016 | Shin Megami Tensei IV: Apocalypse                                    | Navarre                                                   |                          | [ 8 ]        |
| 2017 | The Legend of Zelda: Breath of the Wild                              | Revali, Teba, Gran Árbol Deku                             |                          | [ 8 ]        |
| 2017 | Zero Escape: The Nonary Games                                        | Santa                                                     |                          | [ 1 ]        |
| 2017 | Persona 5                                                            | Yuuki Mishima                                             |                          | [ 8 ]        |
| 2017 | Fire Emblem Echoes: Shadows of Valentia                              | Halcyon, Blake, Wolff, Jerome                             |                          | [ 8 ]        |
| 2017 | Valkyria Revolution                                                  | Isaak Berggreen                                           |                          |              |
| 2017 | Akiba's Beat                                                         | Twiggy Slims, Belligerent Youth                           |                          |              |
| 2017 | Ys VIII: Lacrimosa of Dana                                           | Hummel                                                    |                          | [ 1 ]        |
| 2017 | Danganronpa V3: Killing Harmony                                      | Monotaro, Kiyotaka Ishimaru                               |                          | [ 33 ]       |
| 2017 | MapleStory                                                           | Cadena (masculino), Darius, Ancient Crystal, Cedric       |                          | [ 34 ] [ 1 ] |
| 2018 | Secret of Mana                                                       | Dyluck, Joch, Jehk, Sylphid                               | Remake                   |              |
| 2018 | Camp Buddy                                                           | Aiden Flynn                                               |                          |              |
| 2018 | Identity V                                                           | Kreacher Pierson / Thief                                  |                          | [ 35 ]       |
| 2018 | Octopath Traveler                                                    | Darius, Werner                                            |                          | [ 36 ]       |
| 2018 | MapleStory 2                                                         | Berserker                                                 |                          |              |
| 2018 | Earn To Die 3                                                        | Protagonista                                              |                          |              |
| 2019 | Wargroove                                                            | Valder, Greenfinger, Sedge                                |                          | [ 8 ]        |
| 2019 | Chocobo's Mystery Dungeon Every Buddy!                               | Mayor Gale                                                |                          | [ 8 ]        |
| 2019 | Zanki Zero: Last Beginning                                           | Zen Kubota, Creature of Wrath, Male Creature              |                          | [ 8 ]        |
| 2019 | Mr Love: Queen's Choice                                              | Kiro                                                      |                          | [ 8 ]        |
| 2019 | Mortal Kombat 11                                                     | Noob Saibot, Kharon                                       |                          | [ 8 ]        |
| 2019 | Pokémon Masters                                                      | Siebold, Nanu                                             | Juego de movil           | [ 8 ]        |
| 2019 | AI: The Somnium Files                                                | Pewter                                                    |                          | [ 8 ]        |
| 2019 | The Legend of Heroes: Trails of Cold Steel III                       | Rean Schwarzer                                            |                          |              |
| 2019 | Catherine: Full Body                                                 | Archangel                                                 |                          | [ 8 ]        |
| 2019 | Winds of Change                                                      | Sovy, Pro, Mylus                                          |                          |              |
| 2019 | Sanctus Senki - GYEE -                                               | Eddie, Chang, Niko                                        | Juego de movil           |              |
| 2020 | Persona 5 Royal                                                      | Yuuki Mishima                                             |                          | [ 8 ]        |
| 2020 | The Last of Us Part II                                               | Seraphites                                                |                          | [ 8 ]        |
| 2020 | The Legend of Heroes: Trails of Cold Steel IV                        | Rean Schwarzer                                            |                          | [ 8 ]        |
| 2020 | Genshin Impact                                                       | Diluc Ragnvindr, Wagner, Cyrus, Voces adicionales         |                          | [ 1 ]        |
| 2020 | Spider-Man: Miles Morales                                            | The Underground                                           |                          | [ 8 ]        |
| 2020 | Hyrule Warriors: Age of Calamity                                     | Revali, Teba, Gran Árbol Deku                             |                          | [ 8 ] [ 1 ]  |
| 2021 | Re:Zero − Starting Life in Another World: The Prophecy of the Throne | Subaru Natsuki                                            | Doblaje en inglés        |              |
| 2021 | Final Fantasy VII Remake                                             | Nero the Sable                                            | DLC Episode Intermission | [ 8 ]        |
| 2021 | Guilty Gear -STRIVE-                                                 | Ky Kiske                                                  |                          | [ 8 ]        |
| 2021 | Cris Tales                                                           | Ardo                                                      |                          | [ 8 ]        |
| 2021 | Shadowverse: Champion's Battle                                       | Luca Yonazuki                                             |                          | [ 37 ]       |
| 2021 | Cookie Run: Kingdom                                                  | Purple Yam Cookie, Sugar Gnome                            |                          | [ 8 ]        |
| 2021 | Kraken Academy!!                                                     | Kraken, Headmaster, Jean                                  |                          | [ 8 ]        |
| 2021 | Lost Judgment                                                        | Matsui                                                    | Doblaje en inglés        | [ 8 ]        |
| 2021 | Kimetsu no Yaiba: Hinokami Keppūtan                                  | Demonio del pantano                                       | Doblaje en inglés        | [ 38 ]       |
| 2021 | Mary Skelter Finale                                                  | Mamoru, Chiharu                                           |                          |              |
| 2021 | Demon Turf                                                           | Rey Demonio                                               |                          | [ 39 ]       |
| 2021 | Marvel's Avengers                                                    | Spider-Man                                                |                          |              |
| 2022 | Freedom Planet 2                                                     | Spade, Prince Dail                                        |                          | [ 40 ]       |
| 2022 | Camp Buddy: Scoutmasters' Season                                     | Aiden Flynn                                               |                          |              |
| 2022 | Relayer                                                              | Voces adicionales                                         |                          | [ 41 ]       |
| 2022 | Chocobo GP                                                           | Pa de Camilla                                             |                          | [ 8 ]        |
| 2022 | Azure Striker Gunvolt 3                                              | Gunvolt                                                   |                          | [ 8 ]        |
| 2022 | AI: The Somnium Files – Nirvana Initiative                           | Pewter                                                    |                          | [ 8 ]        |
| 2022 | Star Ocean: The Divine Force                                         | Gaston Gaucier                                            |                          | [ 8 ]        |
| 2022 | Crisis Core: Final Fantasy VII Reunion                               | Nero the Sable                                            |                          | [ 8 ]        |
| 2023 | Octopath Traveler II                                                 | Pirro                                                     |                          | [ 8 ]        |
| 2023 | The Legend of Heroes: Trails into Reverie                            | Rean Schwarzer                                            |                          | [ 8 ]        |
| 2023 | Advance Wars 1+2: Re-Boot Camp                                       | Hachi                                                     |                          | [ 1 ]        |
| 2023 | The Legend of Zelda: Tears of the Kingdom                            | Teba, Sage of Wind, Gran Árbol Deku                       |                          |              |
| 2023 | Master Detective Archives: Rain Code                                 | Fink the Slaughter Artist                                 |                          | [ 42 ]       |
| 2023 | Komorebi                                                             | Isaac                                                     |                          |              |
| 2023 | Mortal Kombat: Onslaught                                             | Noob Saibot                                               |                          |              |
| 2023 | Strike Force Heroes                                                  | Riggs, Toad, Bull, Jenkins, Científico                    |                          |              |
| 2023 | Anonymous;Code                                                       | Davide Iesue                                              |                          | [ 8 ]        |
| 2024 | Granblue Fantasy Versus: Rising                                      | Lucilius                                                  | Doblaje en inglés        | [ 8 ]        |
| 2024 | Granblue Fantasy: Relink                                             | Rolan, Lucilius                                           | Doblaje en inglés        | [ 8 ]        |
| 2024 | Duck Detective: The Secret Salami                                    | Duck Detective                                            |                          | [ 43 ]       |
| 2024 | Earn To Die Rogue                                                    | Protagonista                                              |                          |              |
| 2024 | Romancing SaGa 2: Revenge of the Seven                               | Bokhohn                                                   |                          | [ 8 ]        |
| 2024 | The Elder Scrolls V: Skyrim                                          | Varios                                                    |                          | [ 44 ]       |
| TBA  | Billie Bust Up                                                       | Scrimshaw                                                 |                          |              |
| TBA  | Jock Studio                                                          | Ace Anderson                                              |                          | [ 45 ]       |
| TBA  | Nekojishi: Lin & Partners                                            | Lin Tian-Liao                                             |                          | [ 46 ]       |